# Son de mar
 (septembre 2018).
Si vous disposez d'ouvrages ou d'articles de référence ou si vous connaissez des sites web de qualité traitant du thème abordé ici, merci de compléter l'article en donnant les références utiles à sa vérifiabilité et en les liant à la section « Notes et références ».
Pour plus de détails, voir Fiche technique et Distribution.
Son de mar est un film espagnol réalisé par Bigas Luna, sorti en 2001.

## Fiche technique
- Titre : Son de mar
- Réalisation : Bigas Luna
- Scénario : Rafael Azcona d'après le roman de Manuel Vicent
- Musique : Piano Magic
- Photographie : José Luis Alcaine
- Montage : Ernest Blasi
- Production : Andrés Vicente Gómez
- Société de production : Antena 3 Televisión, Lolafilms et Vía Digital
- Pays :  Espagne
- Genre : Drame et romance
- Durée : 95 minutes
- Dates de sortie : 
  - Espagne : 8 juin 2001

## Distribution
- Jordi Mollà : Ulises
- Leonor Watling : Martina
- Eduard Fernández : Sierra
- Neus Agulló : Roseta
- Pep Cortés : Basilio
- Ricky Colomer : Abel
- Sergio Caballero : Xavier